# Christina McHale
Christina McHale, née le 11 mai 1992 à Teaneck, est une joueuse de tennis américaine, professionnelle de 2007 à 2022.
En 2011 et 2016, elle s'est hissée au 3e tour de l'US Open, son meilleur résultat à ce jour dans les tournois du Grand Chelem.
En 2016 également, elle remporte ses premiers tournois sur le circuit WTA, en simple à Tokyo et en double à Hobart et Tianjin.
Fin 2022, elle annonce sa retraite sportive mais revient sur les courts deux ans plus tard en novembre 2024.

## Palmarès

### Titre en simple dames
| No | Date       | Nom et lieu du tournoi    | Catégorie | Dotation  | Surface    | Finaliste          | Score         |          |
| -- | ---------- | ------------------------- | --------- | --------- | ---------- | ------------------ | ------------- | -------- |
| 1  | 12-09-2016 | Japan Women's Open, Tokyo | Intern'l  | 250 000 $ | Dur (ext.) | Kateřina Siniaková | 3-6, 6-4, 6-4 | Parcours |

### Finale en simple dames
| No | Date       | Nom et lieu du tournoi            | Catégorie | Dotation  | Surface    | Vainqueure         | Score          |          |
| -- | ---------- | --------------------------------- | --------- | --------- | ---------- | ------------------ | -------------- | -------- |
| 1  | 24-02-2014 | Abierto Mexicano Telcel, Acapulco | Intern'l  | 250 000 $ | Dur (ext.) | Dominika Cibulková | 7-63, 4-6, 6-4 | Parcours |

### Titres en double dames
| No | Date       | Nom et lieu du tournoi      | Catégorie | Dotation  | Surface    | Partenaire | Finalistes                     | Score     |          |
| -- | ---------- | --------------------------- | --------- | --------- | ---------- | ---------- | ------------------------------ | --------- | -------- |
| 1  | 10-01-2016 | Hobart International Hobart | Intern'l  | 250 000 $ | Dur (ext.) | Han Xinyun | Kimberly Birrell Jarmila Wolfe | 6-3, 6-0  | Parcours |
| 2  | 10-10-2016 | Tianjin Open Tianjin        | Intern'l  | 500 000 $ | Dur (ext.) | Peng Shuai | Magda Linette Xu Yifan         | 7-68, 6-0 | Parcours |

### Finales en double dames
| No | Date       | Nom et lieu du tournoi            | Catégorie | Dotation  | Surface    | Vainqueures                | Partenaire       | Score            |          |
| -- | ---------- | --------------------------------- | --------- | --------- | ---------- | -------------------------- | ---------------- | ---------------- | -------- |
| 1  | 09-09-2019 | Japan Women's Open Hiroshima      | Intern'l  | 226 750 $ | Dur (ext.) | Misaki Doi Nao Hibino      | Valeria Savinykh | 3-6, 6-4, [10-4] | Parcours |
| 2  | 22-08-2021 | Tennis in the Land Open Cleveland | WTA 250   | 235 238 $ | Dur (ext.) | Shuko Aoyama Ena Shibahara | Sania Mirza      | 7-5, 6-3         | Parcours |

### Titre en double en WTA 125
| No | Date       | Nom et lieu du tournoi               | Catégorie | Dotation  | Surface    | Partenaire  | Finalistes               | Score            |          |
| -- | ---------- | ------------------------------------ | --------- | --------- | ---------- | ----------- | ------------------------ | ---------------- | -------- |
| 1  | 24-03-2025 | Puerto Vallarta Open Puerto Vallarta | WTA 125   | 115 000 $ | Dur (ext.) | Hanna Chang | Maya Joint Ena Shibahara | 2-6, 6-2, [10-7] | Parcours |

## Parcours en Grand Chelem

### En simple dames
| Année | Open d'Australie | Open d'Australie      | Internationaux de France | Internationaux de France | Wimbledon       | Wimbledon           | US Open         | US Open              |
| ----- | ---------------- | --------------------- | ------------------------ | ------------------------ | --------------- | ------------------- | --------------- | -------------------- |
| 2009  | 1er tour (1/64)  | Jessica Moore         | —                        | —                        | —               | —                   | 2e tour (1/32)  | Maria Sharapova      |
| 2010  | —                | —                     | 1er tour (1/64)          | Varvara Lepchenko        | —               | —                   | 1er tour (1/64) | Vania King           |
| 2011  | 1er tour (1/64)  | Carla Suárez          | 1er tour (1/64)          | Sara Errani              | 2e tour (1/32)  | Tamira Paszek       | 3e tour (1/16)  | Maria Kirilenko      |
| 2012  | 3e tour (1/16)   | Jelena Janković       | 3e tour (1/16)           | Li Na                    | 3e tour (1/16)  | Angelique Kerber    | 1er tour (1/64) | Kiki Bertens         |
| 2013  | 1er tour (1/64)  | Yulia Putintseva      | 1er tour (1/64)          | Jana Čepelová            | 2e tour (1/32)  | Marion Bartoli      | 3e tour (1/16)  | Ana Ivanović         |
| 2014  | 2e tour (1/32)   | Caroline Wozniacki    | 1er tour (1/64)          | Elena Vesnina            | 1er tour (1/64) | Chanelle Scheepers  | 2e tour (1/32)  | Victoria Azarenka    |
| 2015  | 2e tour (1/32)   | Carina Witthöft       | 1er tour (1/64)          | L. Domínguez             | 2e tour (1/32)  | Sabine Lisicki      | 1er tour (1/64) | Petra Cetkovská      |
| 2016  | 1er tour (1/64)  | Agnieszka Radwańska   | 1er tour (1/64)          | Myrtille Georges         | 2e tour (1/32)  | Serena Williams     | 2e tour (1/32)  | Roberta Vinci        |
| 2017  | 1er tour (1/64)  | Kristína Kučová       | 1er tour (1/64)          | Svetlana Kuznetsova      | 2e tour (1/32)  | Agnieszka Radwańska | 2e tour (1/32)  | Daria Kasatkina      |
| 2018  | 1er tour (1/64)  | Aliaksandra Sasnovich | 1er tour (1/64)          | Alexandra Dulgheru       | 1er tour (1/64) | Vera Lapko          | 1er tour (1/64) | Francesca Di Lorenzo |
| 2019  | Q3               | Varvara Lepchenko     | Q1                       | Francesca Di Lorenzo     | 1er tour (1/64) | Harriet Dart        | Q2              | Peng Shuai           |
| 2020  | 1er tour (1/64)  | Petra Martić          | 2e tour (1/32)           | Patricia Maria Țig       | Annulé          | Annulé              | 1er tour (1/64) | Sorana Cîrstea       |
| 2021  | 1er tour (1/64)  | Nadia Podoroska       | 1er tour (1/64)          | A. Pavlyuchenkova        | 1er tour (1/64) | Madison Brengle     | 2e tour (1/32)  | Barbora Krejčíková   |
| 2022  | Q3               | Emina Bektas          | Q3                       | V. Grammatikopoúlou      | 1er tour (1/64) | Sara Sorribes Tormo | Q1              | Ysaline Bonaventure  |

N.B. : à droite du résultat se trouve le nom de l'ultime adversaire.

### En double dames
| Année | Open d'Australie                                                                | Open d'Australie                                                              | Internationaux de France                                                     | Internationaux de France                                                      | Wimbledon                                                                        | Wimbledon                                                                 | US Open                                                                            | US Open |
| ----- | ------------------------------------------------------------------------------- | ----------------------------------------------------------------------------- | ---------------------------------------------------------------------------- | ----------------------------------------------------------------------------- | -------------------------------------------------------------------------------- | ------------------------------------------------------------------------- | ---------------------------------------------------------------------------------- | ------- |
| 2009  | —                                                                               | —                                                                             | —                                                                            | —                                                                             | —                                                                                | —                                                                         | 1er tour (1/32) Muhammad \|\| style="text-align:left;" \| Black Huber              |         |
| 2010  | —                                                                               | —                                                                             | —                                                                            | —                                                                             | —                                                                                | —                                                                         | 1er tour (1/32) Zalameda \|\| style="text-align:left;" \| Mattek-Sands Shaughnessy |         |
| 2011  | —                                                                               | —                                                                             | —                                                                            | —                                                                             | 1/8 de finale Kerber \|\| style="text-align:left;" \| Huber Raymond              | 1er tour (1/32) Marino \|\| style="text-align:left;" \| Kirilenko Petrova |                                                                                    |         |
| 2012  | 1er tour (1/32) Kerber \|\| style="text-align:left;" \| Peschke Srebotnik       | 2e tour (1/16) Husárová \|\| style="text-align:left;" \| Llagostera Martínez  | 2e tour (1/16) Paszek \|\| style="text-align:left;" \| Errani Vinci          | —                                                                             | —                                                                                |                                                                           |                                                                                    |         |
| 2013  | 1er tour (1/32) Daniilídou \|\| style="text-align:left;" \| Hlaváčková Hradecká | 1er tour (1/32) Paszek \|\| style="text-align:left;" \| Date Parra            | 2e tour (1/16) Paszek \|\| style="text-align:left;" \| Makarova Vesnina      | 1er tour (1/32) Kleybanova \|\| style="text-align:left;" \| Medina Pennetta   |                                                                                  |                                                                           |                                                                                    |         |
| 2014  | 1er tour (1/32) Govortsova \|\| style="text-align:left;" \| Piter Rosolska      | 1er tour (1/32) Scheepers \|\| style="text-align:left;" \| Kalashnikova Piter | 1er tour (1/32) Tomljanović \|\| style="text-align:left;" \| Muguruza Suárez | 2e tour (1/16) A.Schmiedlová \|\| style="text-align:left;" \| King Raymond    |                                                                                  |                                                                           |                                                                                    |         |
| 2015  | 1er tour (1/32) Davis \|\| style="text-align:left;" \| Diatchenko Niculescu     | 1er tour (1/32) Nara \|\| style="text-align:left;" \| Lepchenko Zheng         | 1er tour (1/32) Lepchenko \|\| style="text-align:left;" \| Arruabarrena Begu | 1er tour (1/32) Dulgheru \|\| style="text-align:left;" \| Chan                |                                                                                  |                                                                           |                                                                                    |         |
| 2016  | 1er tour (1/32) Hercog \|\| style="text-align:left;" \| Medina Parra            | 2e tour (1/16) Vandeweghe \|\| style="text-align:left;" \| Görges Plíšková    | 1/8 de finale Ostapenko \|\| style="text-align:left;" \| Hingis Mirza        | —                                                                             | —                                                                                |                                                                           |                                                                                    |         |
| 2017  | 1er tour (1/32) Muhammad \|\| style="text-align:left;" \| Srebotnik Zheng       | —                                                                             | —                                                                            | 1er tour (1/32) Boserup \|\| style="text-align:left;" \| Ninomiya Voráčová    | 1er tour (1/32) Watson \|\| style="text-align:left;" \| Šafářová Strýcová        |                                                                           |                                                                                    |         |
| 2018  | —                                                                               | —                                                                             | 1er tour (1/32) Peng \|\| style="text-align:left;" \| Melichar Peschke       | 1/8 de finale Ostapenko \|\| Forfait                                          | 1/8 de finale Dolehide \|\| style="text-align:left;" \| Pavlyuchenkova Sevastova |                                                                           |                                                                                    |         |
| 2019  | —                                                                               | —                                                                             | —                                                                            | —                                                                             | —                                                                                | —                                                                         | 2e tour (1/16) Ahn \|\| style="text-align:left;" \| Dabrowski Xu                   |         |
| 2020  | 1er tour (1/32) King \|\| style="text-align:left;" \| Pera Voráčová             | 1er tour (1/32) Blinkova \|\| style="text-align:left;" \| Kudermetova Zhang   | Annulé                                                                       | Annulé                                                                        | 1er tour (1/16) Arconada \|\| style="text-align:left;" \| Friedsam Siniaková     |                                                                           |                                                                                    |         |
| 2021  | 2e tour (1/16) Jabeur \|\| style="text-align:left;" \| Krejčíková Siniaková     | —                                                                             | —                                                                            | 1er tour (1/32) Tomljanović \|\| style="text-align:left;" \| Christian Hibino | 1er tour (1/32) Olmos \|\| style="text-align:left;" \| Fernandez Routliffe       |                                                                           |                                                                                    |         |

N.B. : le nom de la partenaire se trouve sous le résultat ; le nom des ultimes adversaires se trouve à droite.

### En double mixte
| Année | Open d'Australie | Open d'Australie | Internationaux de France                                                          | Internationaux de France | Wimbledon | Wimbledon | US Open                                                                            | US Open |
| ----- | ---------------- | ---------------- | --------------------------------------------------------------------------------- | ------------------------ | --------- | --------- | ---------------------------------------------------------------------------------- | ------- |
| 2014  | —                | —                | —                                                                                 | —                        | —         | —         | 2e tour (1/8) S. Kozlov \|\| style="text-align:left;" \| K. Peschke M. Matkowski   |         |
| 2015  | —                | —                | —                                                                                 | —                        | —         | —         | 1er tour (1/16) S. Kozlov \|\| style="text-align:left;" \| A. Kudryavtseva A. Peya |         |
| 2016  | —                | —                | —                                                                                 | —                        | —         | —         | 1er tour (1/16) R. Harrison \|\| style="text-align:left;" \| L. Siegemund M. Pavić |         |
| 2017  | —                | —                | 1er tour (1/16) B. Baker \|\| style="text-align:left;" \| A.L. Grönefeld R. Farah | —                        | —         | —         | —                                                                                  |         |
| 2018  | —                | —                | —                                                                                 | —                        | —         | —         | 1/2 finale C. Harrison \|\| style="text-align:left;" \| B. Mattek-Sands J. Murray  |         |
| 2019  | —                | —                | —                                                                                 | —                        | —         | —         | 1er tour (1/16) R. Harrison \|\| style="text-align:left;" \| K. Peschke W. Koolhof |         |

N.B. : le nom du partenaire se trouve sous le résultat ; le nom des ultimes adversaires se trouve à droite.

## Parcours en «Premier» et WTA 1000
Les tournois WTA « Premier Mandatory » et « Premier 5 » (entre 2009 et 2020) et WTA 1000 (à partir de 2021) constituent les catégories d'épreuves les plus prestigieuses, après les quatre levées du Grand Chelem.

### En simple dames
| Année |       |                            |                            |                              |                              |                                 |                              |                                   |                              |                              |  |                              |
| Doha  | Dubaï | Indian Wells               | Miami                      | Madrid                       | Rome                         | Canada                          | Cincinnati                   | Pékin                             |                              | Tokyo                        |  |                              |
| Doha  | Dubaï | Indian Wells               | Miami                      | Madrid                       | Rome                         | Canada                          | Cincinnati                   | Pékin                             | Wuhan                        |                              |  |                              |
| Doha  | Dubaï | Indian Wells               | Miami                      | Madrid                       | Rome                         | Canada                          | Cincinnati                   | Pékin                             | Guadalajara                  |                              |  |                              |
| 2010  |       |                            |                            | 1er tour (1/64) V. King      |                              |                                 |                              |                                   | 3e tour (1/8) K. Clijsters   |                              |  | 1er tour (1/32) F. Pennetta  |
| 2011  |       |                            |                            | 3e tour (1/16) N. Petrova    |                              |                                 | 2e tour (1/16) F. Schiavone  |                                   | 3e tour (1/8) N. Petrova     | 2e tour (1/16) M. Bartoli    |  | 2e tour (1/16) Peng S.       |
| 2012  |       | 1/4 de finale A. Radwańska |                            | 4e tour (1/8) A. Kerber      | 2e tour (1/32) P. Cetkovská  | 2e tour (1/16) S. Stosur        | 2e tour (1/16) M. Sharapova  | 3e tour (1/8) A. Wozniak          | 1er tour (1/32) C. Scheepers | 1er tour (1/32) A. Ivanović  |  |                              |
| 2013  |       | 3e tour (1/8) V. Azarenka  |                            | 2e tour (1/32) M. Kirilenko  | 2e tour (1/32) R. Vinci      | 2e tour (1/16) M. Sharapova     | 2e tour (1/16) S. Errani     |                                   |                              |                              |  |                              |
| 2014  |       |                            |                            | 1er tour (1/64) C. Dellacqua | 2e tour (1/32) K. Kanepi     | 2e tour (1/16) M. Sharapova     | 3e tour (1/8) Zhang S.       |                                   | 2e tour (1/16) A. Ivanović   | 1er tour (1/32) F. Pennetta  |  | 1er tour (1/32) J. Janković  |
| 2015  |       |                            |                            | 2e tour (1/32) A. Cornet     | 2e tour (1/32) A. Petkovic   | 2e tour (1/16) C. Wozniacki     | 1/4 de finale D. Gavrilova   |                                   | 1er tour (1/32) C. Giorgi    |                              |  |                              |
| 2016  |       |                            |                            | 3e tour (1/16) S. Stosur     | 2e tour (1/32) S. Williams   | 3e tour (1/8) I.C. Begu         | 3e tour (1/8) S. Williams    | 2e tour (1/16) A. Pavlyuchenkova  | 2e tour (1/16) M. Doi        | 1er tour (1/32) D. Gavrilova |  |                              |
| 2017  |       |                            | 3e tour (1/8) E. Svitolina | 1er tour (1/64) E. Rodina    | 2e tour (1/32) G. Muguruza   | 1er tour (1/32) L. Arruabarrena | 1er tour (1/32) M. Sharapova |                                   |                              | 2e tour (1/16) S. Cîrstea    |  | 2e tour (1/16) C. Garcia     |
| 2018  |       |                            |                            | 1er tour (1/64) K. Siniaková | 3e tour (1/16) G. Muguruza   |                                 |                              | 1er tour (1/32) A. Pavlyuchenkova |                              |                              |  |                              |
| 2019  |       |                            |                            | 3e tour (1/16) V. Williams   |                              |                                 |                              |                                   |                              | 2e tour (1/16) C. Wozniacki  |  | 2e tour (1/16) D. Yastremska |
| 2020  |       |                            |                            |                              |                              |                                 |                              |                                   | 3e tour (1/8) O. Jabeur      |                              |  |                              |
|       |       | WTA 1000                   |                            |                              |                              |                                 |                              |                                   |                              |                              |  |                              |
| 2021  |       |                            |                            |                              | 1er tour (1/64) L. Siegemund |                                 | 1er tour (1/32) V. Zvonareva |                                   |                              |                              |  |                              |

Sous le résultat, l’ultime adversaire.

## Parcours aux Jeux olympiques

### En simple dames
| # | Date       | Nom de l'olympiade           | Surface      | Résultat        | Ultime adversaire | Score    |          |
| - | ---------- | ---------------------------- | ------------ | --------------- | ----------------- | -------- | -------- |
| 1 | 28/07/2012 | Olympic Tennis Event Londres | Gazon (ext.) | 1er tour (1/32) | Ana Ivanović      | 6-4, 7-5 | Parcours |

## Parcours en Fed Cup
| #                                                                      | Date       | Lieu      | Surface      | Gagnante(s)        | Perdante(s)         | Score         |          |
| ---------------------------------------------------------------------- | ---------- | --------- | ------------ | ------------------ | ------------------- | ------------- | -------- |
|                                                                        |            |           |              |                    |                     |               |          |
| 2010 - 1/4 de finale (groupe mondial) - France - États-Unis - 1 : 4    |            |           |              |                    |                     |               |          |
| 1                                                                      | 06/02/2010 | Liévin    | Terre (int.) | Pauline Parmentier | Christina McHale    | 6-4, 6-4      | Parcours |
|                                                                        |            |           |              |                    |                     |               |          |
| 2011 - Barrage (groupe mondial I) - Allemagne - États-Unis - 5 : 0     |            |           |              |                    |                     |               |          |
| 2                                                                      | 16/04/2011 | Stuttgart | Terre (int.) | Andrea Petkovic    | Christina McHale    | 6-3, 6-4      | Parcours |
| 2                                                                      | 16/04/2011 | Stuttgart | Terre (int.) | Sabine Lisicki     | Christina McHale    | 6-3, 6-4      | Parcours |
|                                                                        |            |           |              |                    |                     |               |          |
| 2012 - 1er tour (groupe mondial II) - États-Unis - Biélorussie - 5 : 0 |            |           |              |                    |                     |               |          |
| 3                                                                      | 04/02/2012 | Worcester | Dur (int.)   | Christina McHale   | Anastasiya Yakimova | 6-0, 6-4      | Parcours |
| 3                                                                      | 04/02/2012 | Worcester | Dur (int.)   | Christina McHale   | Darya Kustova       | 6-0, 6-1      | Parcours |
|                                                                        |            |           |              |                    |                     |               |          |
| 2012 - Barrage (groupe mondial I) - Ukraine - États-Unis - 0 : 5       |            |           |              |                    |                     |               |          |
| 4                                                                      | 21/04/2012 | Kharkiv   | Terre (ext.) | Christina McHale   | Lesia Tsurenko      | 6-1, 4-6, 6-3 | Parcours |
| 4                                                                      | 21/04/2012 | Kharkiv   | Terre (ext.) | Christina McHale   | Elina Svitolina     | 7-5, 6-3      | Parcours |
|                                                                        |            |           |              |                    |                     |               |          |
| 2014 - 1er tour (groupe mondial) - États-Unis - Italie - 1 : 3         |            |           |              |                    |                     |               |          |
| 5                                                                      | 08/02/2014 | Cleveland | Dur (int.)   | Karin Knapp        | Christina McHale    | 6-3, 3-6, 6-1 | Parcours |
| 5                                                                      | 08/02/2014 | Cleveland | Dur (int.)   | Christina McHale   | Camila Giorgi       | Non disputé   | Parcours |
|                                                                        |            |           |              |                    |                     |               |          |
| 2015 - Barrage (groupe mondial I) - Italie - États-Unis - 3 : 2        |            |           |              |                    |                     |               |          |
| 6                                                                      | 18/04/2015 | Brindisi  | Terre (ext.) | Flavia Pennetta    | Christina McHale    | 6-1, 6-1      | Parcours |
|                                                                        |            |           |              |                    |                     |               |          |
| 2016 - Barrage (groupe mondial I) - Australie - États-Unis - 0 : 4     |            |           |              |                    |                     |               |          |
| 7                                                                      | 16/04/2016 | Brisbane  | Terre (ext.) | Christina McHale   | Samantha Stosur     | 3-6, 6-1, 7-5 | Parcours |
| 7                                                                      | 16/04/2016 | Brisbane  | Terre (ext.) | Daria Gavrilova    | Christina McHale    | Non disputé   | Parcours |

## Classements WTA en fin de saison
| Année          | 2007 | 2008 | 2009 | 2010 | 2011 | 2012 | 2013 | 2014 | 2015 | 2016 | 2017 | 2018 | 2019 | 2020 | 2021 |
| Rang en simple | 712  | 425  | 218  | 115  | 42   | 33   | 68   | 54   | 64   | 44   | 63   | 155  | 86   | 80   | 158  |
| Rang en double | 681  | 571  | 488  | 435  | 175  | 166  | 126  | 178  | 259  | 38   | 130  | 143  | 158  | 129  | 129  |

Source : (en) Classements de Christina McHale sur le site officiel de la Fédération internationale de tennis